# NGC 7131
NGC 7131 is een lensvormig sterrenstelsel in het sterrenbeeld Steenbok. Het hemelobject werd op 7 augustus 1864 ontdekt door de Duitse astronoom Albert Marth.

## Ecliptica
Het stelsel NGC 7131 bevindt zich betrekkelijk dicht bij de Ecliptica, hetgeen betekent dat het, vanaf de Aarde gezien, regelmatig bezoek krijgt van de planeten van het Zonnestelsel, alsook bedekt kan worden door de Maan.

## Synoniemen
- MCG -2-55-2
- NPM1G -13.0540
- PGC 67359